# Shichi Fukujin

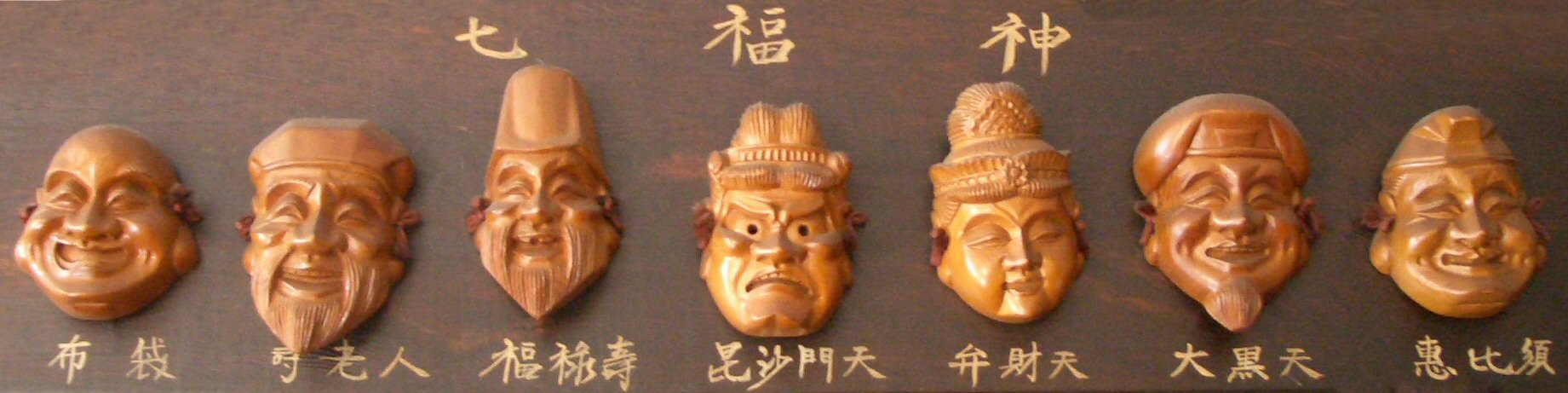
Van links naar rechts:Hotei, Jurōjin, Fukurokuju, Bishamonten, Benzaiten, Daikokuten en Ebisu

Shichi Fukujin (七福神, zeven geluksgoden) zijn zeven goden uit de Japanse mythologie. De zeven goden van geluk zijn:
- Hotei, de dikke god van overvloed en een goede gezondheid
- Jurōjin, god van het lange leven
- Fukurokuju, god van de blijdschap
- Bishamonten, god van de krijgers
- Benzaiten, godin van de wijsheid en de kunsten
- Daikokuten, god van de rijkdom en handel
- Ebisu, god van de visserij

Kichijōten, de godin van geluk, wordt soms samen met de zeven traditionele goden afgebeeld, ze vervangt dan Jurōjin. Reden daarvoor is dat Jurōjin en Kichijōten oorspronkelijk manifestaties zijn van dezelfde Taoïstische godheid, de Zuidelijke Ster. Nochtans, zoals vaak het geval is in folklore, vertegenwoordigen de Japanse goden soms verschillende dingen in verschillende plaatsen.
De zeven goden worden vaak afgeschilderd op hun schip, Takarabune (宝船), ofwel het Schip van de Schat. De traditie stelt dat de zeven goden op Nieuwjaar zullen arriveren en grootse giften aan mensen zullen uitdelen. De kinderen ontvangen vaak rode enveloppen die geld bevatten. Takarabune en zijn passagiers worden vaak afgebeeld in mythologische Japanse kunst.

## Afkomst
De geluksgoden hebben een gevarieerde afkomst: Daikokuten, Bishamonten en Benzaiten zijn van oorsprong Indiaas, Hotei, Jurōjin en Fukurokuju zijn van Chinese afkomst. Van alle Zeven Geluksgoden is eigenlijk alleen Ebisu 'zuiver' Japans.

### Hotei
Hotei wordt dikwijls verward met de Chinese godheid Budai of de bekende 'Lachende Boeddha'-beeldjes. Eigenlijk is het één en dezelfde god. Hotei is herkenbaar aan zijn armzalige kleding en zijn dikke buik. Oorspronkelijk was Hotei een Boeddhistische monnik. Hij leefde tijdens de Latere Liang-dynastie in China.